# Декалюк Ярослава Іванівна
Ярослава Іванівна Декалюк (нар. 7 вересня 1956, м. Чортків, нині Україна) — українська співачка, поетеса, режисер, педагог.

## Життєпис
Закінчила Київський інститут культури (1979).    
У м. Тернопіль: завідувачка дитячих секторів ПК «Октябрь» (нині ПК «Березіль») і «Кооператор» облспоживспілки; солістка хор. капели під керівництвом І. Кобилянського; організаторка, художня керівниця і режисерка самодіяльного народного театру «Калина» ПТУ № 1 (1990—1998).     
Від 2004 — керівник дитячого сектору, завідувачка відділу концертів і дозвілля ПК «Березіль», водночас від 2005 — солістка фольк-гурту «Подоляни», 2006 — «Оркестри волі».    

## Творчість
В репертуарі — близько 30 українських народних і обрядових пісень, твори українських композиторів, в сучасній інтерпретації, зокрема А. Горчинського, Р. Кириченко.
Авторка, режисерка і учасниця театралізованих вистав Лада і Лель, Свято української мови і слов'янської писемності, ведуча обрядових дійств на Театральному майдані, творчих звітів мистецьких колективів у Тернополі й області, в Києві, у Болгарії, Італії, Польщі. Вокальні твори у виконанні записані на аудіокасети і компакт-диск.
Друкувалась у журналах «Літературний Тернопіль», колективному збірнику «Подільська толока».
Авторка поетичної збірки «Мене облюбувало сонце» (2020).

## Нагороди
дипломантка пісенних конкурсів:
- «Балтійські зорі» (м. Рига, Прибалтика),
- «Берегиня» (Словенія),
- «Ukraina  Fest» (Барселона),

фестивалів:
- «Українці, будьмо разом» (Прага, Чехія),
- «Шануймо своє» (м. Санок, Польща),
- «Єднаймося разом» (Лісабон, Португалія).